# Middelst bosviooltje
Middelst bosviooltje (Viola ×bavarica) is een nothospecies uit het geslacht viooltje (Viola). Het betreft hybriden tussen donkersporig bosviooltje en bleeksporig bosviooltje. Middelst bosviooltje komt voor op standplaatsen waar beide ouders naast elkaar voorkomen. Het stuifmeel van de plant is voor ± 60% fertiel, wat terugkruisingen met een van beide oudersoorten mogelijk maakt.